# Championnat d'Israël de football 2009-2010
Navigation
Saison précédente Saison suivante
Le Championnat d'Israël de football 2009-2010 est la 58e édition du championnat de première division en Israël, la Liga ha'Al. Le championnat se joue en deux phases. 
Dans la première, les seize meilleures équipes du pays sont réunies au sein d'une poule unique où elles affrontent leurs adversaires dans un double tournoi toutes rondes, à domicile et à l'extérieur. 
Ensuite, les six premiers disputent le titre dans une poule spéciale, les quatre suivants, classés de la 7e à la 10e place, jouent des rencontres de classement, et les six derniers participent aux barrages de relégation. 
Les deux derniers sont relégués directement et le 14e joue un barrage de promotion-relégation face au 3e de Liga Leumit, la deuxième division israélienne.
C'est le club de l'Hapoël Tel-Aviv, qui a remporté le championnat en terminant en tête du classement de la poule pour le titre, à égalité de points mais une meilleure différence de buts que le Maccabi Haïfa tenant du titre. Le Maccabi Tel-Aviv complète le podium, avec quinze points de retard sur le duo de tête. C'est le 14e titre de champion d'Israël de l'histoire du club, qui réalise même le doublé en s'imposant en finale de la Coupe d'Israël face à Bnei Yehoudah.

## Équipes
| Club                 | Stade                         | Capacité |
| -------------------- | ----------------------------- | -------- |
| Betar Jérusalem      | Teddy Kollek Memorial Stadium | 21,600   |
| Hapoël Bnei Sakhnin  | Doha Stadium                  | 8,500    |
| Bnei Yehoudah        | Bloomfield Stadium            | 15,700   |
| MS Ashdod            | Yud-Alef Stadium              | 7,800    |
| Hapoël Acre          | Green Stadium                 | 4,000    |
| Hapoël Beer-Sheva    | Vasermil Stadium              | 13,000   |
| Hapoël Haïfa         | Kiryat Eliezer Stadium        | 14,002   |
| Hapoël Petah-Tikvah  | Petah Tikva Municipal Stadium | 6,800    |
| Hapoël Ra'anana      | Levita Stadium                | 5,500    |
| Hapoël Ramat-Gan     | Winter Stadium                | 8,000    |
| Hapoël Tel-Aviv      | Bloomfield Stadium            | 15,700   |
| Maccabi Ahi Nazareth | Ilut Stadium                  | 4,932    |
| Maccabi Haïfa        | Kiryat Eliezer Stadium        | 14,002   |
| Maccabi Netanya      | Sar-Tov Stadium               | 7,500    |
| Maccabi Petah-Tikvah | Petah Tikva Municipal Stadium | 6,800    |
| Maccabi Tel-Aviv     | Bloomfield Stadium            | 15,700   |

## Première phase

### Classement
| Rang | Équipe                 | Pts | J  | G  | N  | P  | Bp | Bc | Diff |
| ---- | ---------------------- | --- | -- | -- | -- | -- | -- | -- | ---- |
| 1    | Maccabi Haïfa T        | 77  | 30 | 25 | 2  | 3  | 64 | 12 | +52  |
| 2    | Hapoël Tel-Aviv        | 71  | 30 | 21 | 8  | 1  | 79 | 25 | +54  |
| 3    | Maccabi Tel-Aviv       | 52  | 30 | 15 | 7  | 8  | 47 | 33 | +14  |
| 4    | Betar Jérusalem        | 46  | 30 | 13 | 7  | 10 | 47 | 33 | +14  |
| 5    | Bnei Yehoudah          | 45  | 30 | 12 | 9  | 9  | 37 | 30 | +7   |
| 6    | MS Ashdod              | 43  | 30 | 11 | 10 | 9  | 32 | 31 | +1   |
| 7    | Hapoël Bnei Sakhnin    | 41  | 30 | 11 | 8  | 11 | 28 | 29 | -1   |
| 8    | Hapoël Beer-Sheva P    | 40  | 30 | 10 | 10 | 10 | 44 | 50 | -6   |
| 9    | Maccabi Netanya        | 36  | 30 | 9  | 9  | 12 | 41 | 40 | +1   |
| 10   | Maccabi Petah-Tikvah   | 35  | 30 | 8  | 11 | 11 | 37 | 43 | -6   |
| 11   | Hapoël Ramat-Gan P     | 33  | 30 | 8  | 9  | 13 | 26 | 46 | -20  |
| 12   | Hapoël Haïfa P         | 32  | 30 | 8  | 8  | 14 | 39 | 45 | -6   |
| 13   | Hapoël Petah-Tikvah    | 31  | 30 | 6  | 13 | 11 | 23 | 41 | -18  |
| 14   | Hapoël Acre P          | 25  | 30 | 4  | 13 | 13 | 32 | 46 | -14  |
| 15   | Maccabi Ahi Nazareth P | 24  | 30 | 6  | 6  | 18 | 27 | 67 | -40  |
| 16   | Hapoël Ra'anana P      | 20  | 30 | 4  | 8  | 18 | 27 | 57 | -30  |

| Play-offs | Play-offs                                    |
| --------- | -------------------------------------------- |
|           | Play-offs pour le titre                      |
|           | Play-offs du milieu                          |
|           | Play-offs de relégation                      |
|           | T : Tenant du titre P : Promu de Liga Leumit |

- Le match nul 1-1 entre MS Ashdod et Bnei Yehoudah est donné gagnant 3-0 à ces derniers car le MS Ashdod a fait jouer un joueur non-qualifié.

### Matchs
| Résultats (▼dom., ►ext.) | BEI | BnY  | BnS | FCA | HAC | HBS | HHA | HPT | HRG | HRA | HTA | MAN | MHA | MNE | MPT | MTA |
| Betar Jerusalem          |     | 1-0  | 1-0 | 2-0 | 1-1 | 1-1 | 3-1 | 3-0 | 1-0 | 3-1 | 0-0 | 5-0 | 0-3 | 3-1 | 1-2 | 0-1 |
| Bnei Yehoudah            | 0-0 |      | 2-1 | 2-3 | 2-1 | 2-2 | 2-0 | 1-1 | 1-2 | 2-1 | 0-1 | 2-0 | 0-2 | 2-1 | 2-0 | 0-1 |
| Bnei Sakhnin             | 0-0 | 2-0  |     | 1-0 | 1-0 | 1-1 | 0-3 | 2-0 | 3-1 | 1-1 | 1-2 | 1-1 | 2-1 | 0-3 | 3-4 | 0-0 |
| MS Ashdod                | 2-0 | 0-32 | 0-0 |     | 1-0 | 5-2 | 1-0 | 2-1 | 0-0 | 0-0 | 0-4 | 2-1 | 0-1 | 3-0 | 1-1 | 3-1 |
| Hapoël Acre              | 0-3 | 1-1  | 0-0 | 1-1 |     | 1-3 | 2-2 | 0-0 | 1-0 | 1-1 | 1-1 | 0-1 | 0-3 | 1-1 | 2-2 | 2-3 |
| Hapoël Beer-Sheva        | 3-2 | 0-0  | 1-0 | 1-0 | 3-2 |     | 2-3 | 2-0 | 1-0 | 2-1 | 1-3 | 2-2 | 1-3 | 2-0 | 0-1 | 1-3 |
| Hapoël Haïfa             | 3-2 | 0-3  | 0-1 | 0-1 | 2-4 | 0-0 |     | 1-2 | 1-1 | 3-1 | 1-2 | 2-2 | 0-1 | 0-0 | 2-0 | 3-1 |
| Hapoël Petah-Tikvah      | 0-0 | 1-1  | 0-0 | 1-1 | 1-1 | 1-0 | 2-2 |     | 0-0 | 2-1 | 1-1 | 3-0 | 0-4 | 2-1 | 1-1 | 0-2 |
| Hapoël Ramat-Gan         | 0-0 | 0-2  | 1-0 | 1-1 | 1-1 | 2-2 | 3-2 | 0-0 |     | 1-0 | 0-3 | 2-3 | 0-5 | 1-0 | 0-3 | 1-4 |
| Hapoël Ra'anana          | 1-3 | 0-3  | 0-1 | 1-1 | 0-1 | 2-2 | 2-1 | 2-1 | 0-1 |     | 1-4 | 1-1 | 1-3 | 1-1 | 3-1 | 0-3 |
| Hapoël Tel-Aviv          | 4-3 | 4-0  | 1-0 | 2-2 | 5-3 | 4-1 | 2-0 | 7-1 | 3-1 | 5-0 |     | 4-0 | 1-2 | 3-3 | 1-1 | 1-0 |
| Maccabi Ahi Nazareth     | 0-1 | 2-2  | 0-2 | 1-0 | 1-0 | 1-4 | 1-3 | 1-2 | 0-1 | 2-1 | 0-4 |     | 0-5 | 1-3 | 1-2 | 3-3 |
| Maccabi Haïfa            | 2-1 | 2-0  | 1-0 | 1-0 | 2-1 | 4-1 | 0-0 | 3-0 | 3-1 | 3-0 | 0-0 | 4-1 |     | 2-0 | 2-0 | 1-0 |
| Maccabi Netanya          | 3-0 | 1-1  | 1-2 | 0-1 | 1-0 | 2-2 | 1-2 | 1-0 | 2-3 | 1-1 | 0-3 | 5-0 | 1-0 |     | 2-2 | 1-0 |
| Maccabi Petah Tikva      | 1-3 | 0-1  | 1-2 | 1-1 | 2-3 | 3-0 | 2-2 | 0-0 | 1-1 | 2-3 | 0-0 | 1-0 | 0-1 | 0-3 |     | 2-1 |
| Maccabi Tel-Aviv         | 4-3 | 0-0  | 3-1 | 2-0 | 1-1 | 1-1 | 1-0 | 1-0 | 3-1 | 2-0 | 2-4 | 0-1 | 1-0 | 2-2 | 1-1 |     |

## Play-offs

### Ordre des matchs
Voici l'ordre des matchs de la seconde phase du championnat, les chiffres représentent les places à l'issue de la phase régulière:
| Journée                                                 | Journée                                                 | Journée                                                 | Journée                                     | Journée                                     |
| ------------------------------------------------------- | ------------------------------------------------------- | ------------------------------------------------------- | ------------------------------------------- | ------------------------------------------- |
| 31                                                      | 32                                                      | 33                                                      | 34                                          | 35                                          |
| 1 – 6 2 – 5 3 – 4 07 – 10 8 – 9 11 – 16 12 – 15 13 – 14 | 1 – 2 5 – 3 6 – 4 7 – 8 10 – 90 11 – 12 15 – 13 16 – 14 | 2 – 6 3 – 1 4 – 5 08 – 10 9 – 7 12 – 16 13 – 11 14 – 15 | 1 – 4 2 – 3 6 – 5 0 11 – 14 12 – 13 16 – 15 | 3 – 6 4 – 2 5 – 1 0 13 – 16 14 – 12 15 – 11 |

### Play-offs pour le titre
Les points obtenus dans la phase régulière sont divisés par 2, à l'arrondi supérieur, ainsi avant les play-offs, le classement est le suivant : 1er Maccabi Haïfa 39 pts, 2e Hapoël Tel-Aviv 36 pts, 3e Maccabi Tel-Aviv 26 pts, 4e Betar Jérusalem 23 pts, 5e Bnei Yehoudah 23 pts, 6e MS Ashdod 22 pts.
| Rang | Équipe           | Pts | J  | G  | N  | P  | Bp | Bc | Diff |
| ---- | ---------------- | --- | -- | -- | -- | -- | -- | -- | ---- |
| 1    | Hapoël Tel-Aviv  | 49  | 35 | 25 | 9  | 1  | 87 | 26 | +61  |
| 2    | Maccabi Haïfa T  | 49  | 35 | 28 | 3  | 4  | 72 | 16 | +56  |
| 3    | Maccabi Tel-Aviv | 34  | 35 | 17 | 9  | 9  | 52 | 35 | +17  |
| 4    | Bnei Yehoudah    | 31  | 35 | 14 | 11 | 10 | 43 | 34 | +9   |
| 5    | Betar Jérusalem  | 26  | 35 | 14 | 7  | 14 | 50 | 44 | +6   |
| 6    | MS Ashdod        | 22  | 35 | 11 | 10 | 14 | 36 | 45 | -9   |

| Légende : Qualifications européennes | Légende : Qualifications européennes                     |
| ------------------------------------ | -------------------------------------------------------- |
|                                      | Ligue des champions 2010-2011 (2e tour de qualification) |
|                                      | Ligue Europa 2010-2011 (3e tour de qualification)        |
|                                      | Ligue Europa 2010-2011 (2e tour de qualification)        |
|                                      | Ligue Europa 2010-2011 (1e tour de qualification)        |

### Play-offs du milieu
Les points obtenus dans la phase régulière sont divisés par 2, à l'arrondi supérieur, ainsi avant les play-offs, le classement est le suivant : 1er Hapoël Bnei Sakhnin 21 pts, 2e Hapoël Beer-Sheva 20 pts, 3e Maccabi Netanya 18 pts, 4e Maccabi Petah-Tikvah 18 pts.
| Rang | Équipe               | Pts | J  | G  | N  | P  | Bp | Bc | Diff |
| ---- | -------------------- | --- | -- | -- | -- | -- | -- | -- | ---- |
| 7    | Hapoël Bnei Sakhnin  | 27  | 33 | 13 | 8  | 12 | 31 | 31 | 0    |
| 8    | Maccabi Petah-Tikvah | 24  | 33 | 10 | 11 | 12 | 44 | 47 | -3   |
| 9    | Hapoël Beer-Sheva P  | 23  | 33 | 11 | 10 | 12 | 49 | 55 | -6   |
| 10   | Maccabi Netanya      | 21  | 33 | 10 | 9  | 14 | 44 | 47 | -3   |

### Play-offs pour le maintien
Les points obtenus dans la phase régulière sont divisés par 2, à l'arrondi supérieur, ainsi avant les play-offs, le classement est le suivant : 1er Hapoël Ramat-Gan 17 pts, 2e Hapoël Haïfa 16 pts, 3e Hapoël Petah-Tikvah 16 pts, 4e Hapoël Acre 13 pts, 5e Maccabi Ahi Nazareth 12 pts, 6e Hapoël Ra'anana 10 pts.
| Rang | Équipe                 | Pts | J  | G  | N  | P  | Bp | Bc | Diff |
| ---- | ---------------------- | --- | -- | -- | -- | -- | -- | -- | ---- |
| 11   | Hapoël Haïfa P         | 23  | 35 | 10 | 9  | 16 | 44 | 50 | -6   |
| 12   | Hapoël Acre P          | 23  | 35 | 7  | 14 | 14 | 38 | 52 | -14  |
| 13   | Hapoël Petah-Tikvah    | 23  | 35 | 8  | 14 | 13 | 28 | 48 | -20  |
| 14   | Hapoël Ramat-Gan P     | 22  | 35 | 9  | 11 | 15 | 34 | 49 | -15  |
| 15   | Hapoël Ra'anana P      | 18  | 35 | 6  | 10 | 19 | 33 | 58 | -25  |
| 16   | Maccabi Ahi Nazareth P | 16  | 35 | 7  | 7  | 21 | 33 | 81 | -48  |

| Légende : Relégations | Légende : Relégations                           |
| --------------------- | ----------------------------------------------- |
|                       | Barrage de relégation face au 3e de Liga Leumit |
|                       | Relégation en Liga Leumit                       |

### Barrage de relégation
Le 14e du championnat Hapoël Ramat-Gan affronte le 3e de Liga Leumit Hapoël Kfar Sabah sur un match. En gagnant 1-0, l'Hapoël Ramat-Gan conserve sa place en 1re division et l'Hapoël Kfar Sabah reste en Liga Leumit.
| Équipe 1         | Résultat | Équipe 2               |
| ---------------- | -------- | ---------------------- |
| Hapoël Ramat-Gan | 1 - 0    | Hapoël Kfar Sabah (D2) |

## Bilan de la saison
| Championnat d'Israël de football 2009-2010                        |                             |
| Champion                                                          | Hapoël Tel-Aviv (14e titre) |
| Coupes et trophées                                                |                             |
| Vainqueur de la Coupe d'Israël 2009-2010                          | Hapoël Tel-Aviv             |
| Qualifications continentales                                      |                             |
| Ligue des champions 2010-2011                                     | Hapoël Tel-Aviv             |
| Ligue Europa 2010-2011                                            | Maccabi Haïfa               |
| Ligue Europa 2010-2011                                            | Maccabi Tel-Aviv            |
| Ligue Europa 2010-2011                                            | Bnei Yehoudah               |
| Promotions et relégations                                         |                             |
| Promus en Championnat d'Israël de football                        | Hapoël Ironi Kiryat Shmona  |
| Promus en Championnat d'Israël de football                        | Hapoël Ashkelon FC          |
| Relégués en Championnat d'Israël de football de deuxième division | Maccabi Ahi Nazareth        |
| Relégués en Championnat d'Israël de football de deuxième division | Hapoël Ra'anana             |